# Serradarce
Serradarce è una frazione di Campagna in provincia di Salerno.

## Geografia fisica
Situata a 380 metri sul livello del mare, in zona collinosa alle pendici dei monti Picentini fre il vallone del fiume Acerra e la collina Sierro della croce, lungo la Strada statale 91 della Valle del Sele; ha 447 abitanti (censimento del 2001).

## Storia
Anche se nelle vicinanze sono stati rinvenuti numerosi reperti funerari di scarsa fattura, presumibilmente dell'età del bronzo, Serradarce è di origine recente. Chiamata Serra d'Arce in documenti ottocenteschi, deve il suo sviluppo urbanistico alla costruzione della "via del grano". L'abitato cresce a seguito della costruzione della chiesa di Santa Maria del Buon Consiglio nel 1852 e dell'annessa casa canonica ove nel 1870 viene istituita una scuola di lingua italiana e latina. Agli inizi del novecento vengono aperti un ufficio di stato civile, un ufficio postale ed una scuola elementare. Tutte queste attività e la stazione ferroviaria di Tuori-Serradarce (ferrovia Salerno-Potenza) ne incrementano lo sviluppo. A seguito della costruzione della Salerno-Reggio Calabria, e nel 1960 della soppressione della stazione ferroviaria, ha perso tutti i vantaggi ed è caduta in declino.

## Monumenti e luoghi d'interesse
Unico edificio storico è la chiesa vecchia di Santa Maria del Buon Consiglio posta lungo la via che conduce alla località Basso dell'Olmo. Edificata nel 1852 per volere di una famiglia nobile del luogo, ha una forma rettangolare con una sola navata.
Di interesse storico è una fontana pubblica posta vicino alla vecchia chiesa, risalente al 1929 e utilizzata in passato come lavatoio pubblico.

### Architetture religiose
- Chiesa di Santa Maria del Buonconsiglio (nuovo edificio)
- Tempio del Beato Alberto: luogo di culto di rito cattolico ma non riconosciuto, gestito dal rinnovamento carismatico dei servi di Cristo Vivo.
- Chiesa evangelica Valle del Sele

## Società

### Religione
Il culto del Glorioso Alberto è un fenomeno religioso extra-canonico, iniziato negli anni cinquanta del Novecento, frutto di un'elaborazione "interamente [...] folclorica".
Dal 1950 patrona della frazione è Maria Santissima Immacolata, la cui statua è venerata nella Chiesa Parrocchiale. La festa si svolge il 7 e l'8 Dicembre, con le Sante Messe e una solenne processione. 
Di particolare rilievo e pregio estetico è l'effigie della patrona, l'Immacolata, di cui non si conosce l'autore o la scuola di creazione, risultando tuttavia per analogie e confronti con altre madonne, di origine settecentesca. La statua, dall'aspetto solenne e austero, si presenta vestita con abiti intarsiati e finemente ricamati in oro e perline, ed avvolta da un lungo mantello celeste anch'esso riccamente decorato con stelle ottenute dalla tessitura di fili in oro. Le caratteristiche della santa, richiamano diversi episodi della storia cristiana, in particolare come scritto nella Genesi, l'episodio di "Maria che schiaccia il serpente".

### Tradizioni e folclore

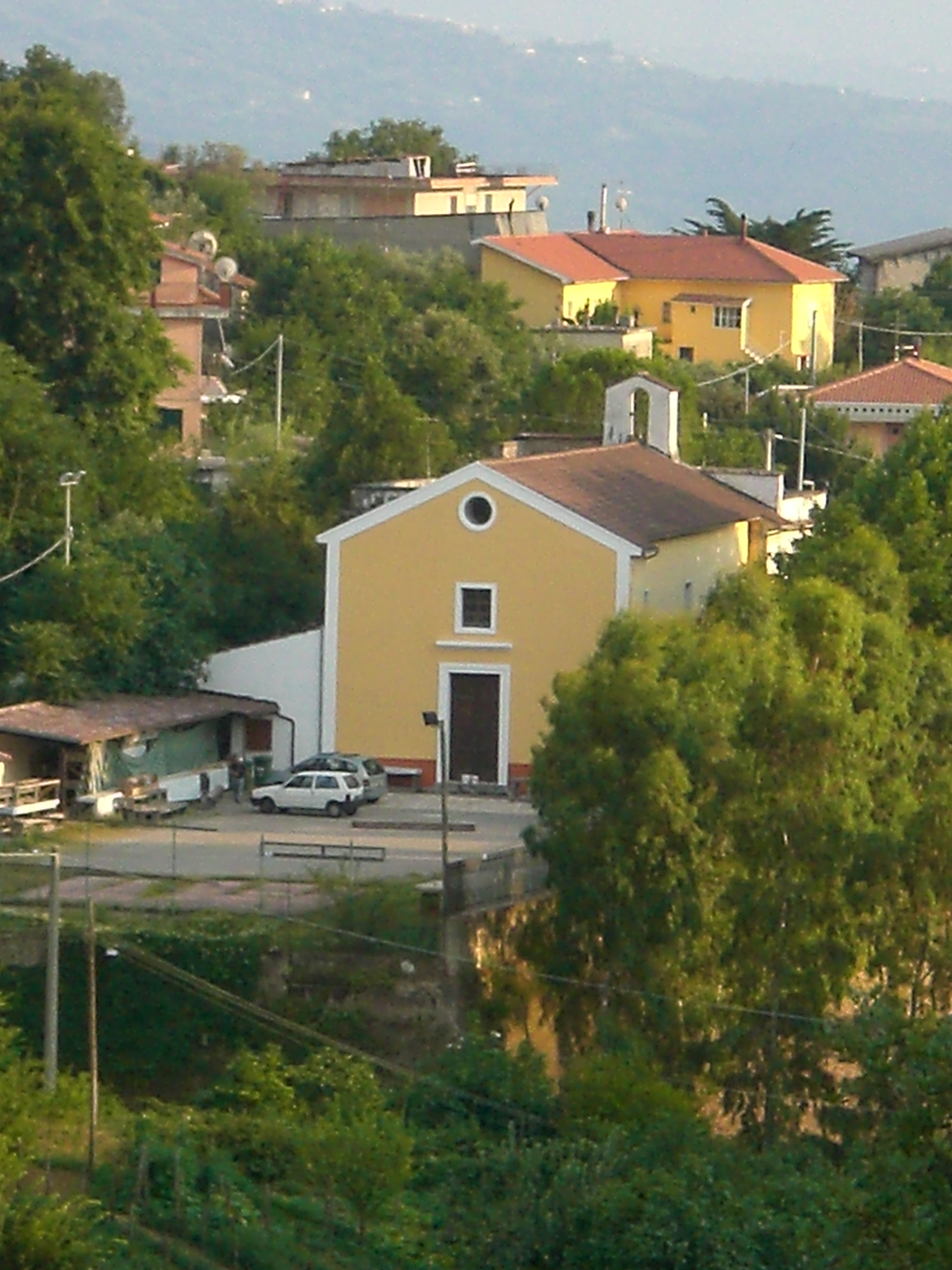
La chiesa vecchia di Santa Maria del Buon Consiglio

- Sagra del castrato al ragù (1ª edizione 1988).
- Concorso nazionale di pittura estemporanea (1ª edizione 2001).
- Cinema all'aperto (1ª edizione 2008).
- Festa Patronale (7 e 8 Dicembre).

## Economia
La principale risorsa è la coltivazione e la produzione dell'olio di oliva Colline Salernitane (DOP).